# دلیسل ۱۲۷۴۲
سیارک ۱۲۷۴۲ (به انگلیسی: 12742 Delisle، نامگذاری:1992OF1) دوازده هزار و هفتصد و چهل و دومین سیارک کشف شده‌است که در ۲۶ ژوئیه ۱۹۹۲ کشف شد.
قدر مطلق سیارک برابر ۴۶.۷ است.